# Proteína unicelular
As proteínas unicelulares (PU) ou proteínas microbianas correspondem a microrganismos unicelulares comestíveis. A biomassa ou o extrato proteico de culturas puras ou mistas de algas, leveduras, fungos ou bactérias pode ser usado como ingrediente ou substituto de alimentos ricos em proteínas e é adequado para consumo humano ou como ração animal. A agricultura industrial é marcada por uma alta pegada hídrica, alto uso da terra, destruição da biodiversidade, degradação ambiental geral e contribui para a mudança climática por meio da emissão de um terço de todos os gases de efeito estufa. A produção de PU não apresenta necessariamente nenhuma dessas sérias desvantagens. Atualmente, a PU é comumente cultivada em produtos de resíduos agrícolas e, portanto, herda a pegada ecológica e a pegada hídrica da agricultura industrial. No entanto, a PU também pode ser produzida de forma totalmente independente dos resíduos agrícolas por meio do crescimento autotrófico. Graças à alta diversidade do metabolismo microbiano, a PU autotrófica oferece vários modos diferentes de crescimento, opções versáteis de reciclagem de nutrientes e uma eficiência substancialmente maior em comparação com as culturas. Uma publicação de 2021 mostrou que a produção de proteína microbiana acionada por energia fotovoltaica poderia usar 10 vezes menos terra para uma quantidade equivalente de proteína em comparação com o cultivo de soja.
Com a população mundial chegando a 9 bilhões até 2050, há fortes evidências de que a agricultura não será capaz de atender à demanda e de que há um sério risco de escassez de alimentos. A PU autotrófica representa opções de produção de alimentos em massa à prova de falhas que podem produzir alimentos de forma confiável mesmo em condições climáticas adversas.

## História
Em 1781, foram estabelecidos processos para a preparação de formas altamente concentradas de levedura. A pesquisa sobre a tecnologia de proteína de célula única começou há um século, quando Max Delbrück e seus colegas descobriram o alto valor da levedura de cerveja excedente como suplemento alimentar para animais. Durante a Primeira e a Segunda Guerra Mundial, a PU de levedura foi empregada em larga escala na Alemanha para combater a escassez de alimentos durante a guerra. As invenções para a produção de PU muitas vezes representaram marcos para a biotecnologia em geral: por exemplo, em 1919, Sak, na Dinamarca, e Hayduck, na Alemanha, inventaram um método chamado "Zulaufverfahren" (lote alimentado), no qual a solução de açúcar era alimentada continuamente a uma suspensão aerada de levedura, em vez de adicionar levedura à solução de açúcar diluída uma vez (lote). No período pós-guerra, a Organização das Nações Unidas para Alimentação e Agricultura (FAO) enfatizou os problemas de fome e desnutrição no mundo em 1960 e introduziu o conceito de lacuna de proteína, mostrando que 25% da população mundial tinha uma deficiência de ingestão de proteína em sua dieta. Também receava-se que a produção agrícola não conseguiria atender às crescentes demandas de alimentos da humanidade. Em meados da década de 60, quase um quarto de milhão de toneladas de levedura alimentar estava sendo produzido em diferentes partes do mundo, e somente a União Soviética produziu cerca de 900 mil toneladas de levedura alimentar e forrageira em 1970.
Na década de 1960, pesquisadores da British Petroleum desenvolveram o que chamaram de "processo de proteínas do petróleo": uma tecnologia para produzir proteína unicelular por levedura alimentada por n-parafinas cerosas, um subproduto das refinarias de petróleo. O trabalho inicial de pesquisa foi feito por Alfred Champagnat na Refinaria de Petróleo Lavera da BP, na França. Uma pequena planta piloto começou a operar em março de 1963, e a mesma construção da segunda planta piloto, na Refinaria Grangemouth, na Grã-Bretanha, foi autorizada.
O termo "single-cell protein" (proteína unicelular) foi concebido em 1966 por Carroll L. Wilson, do MIT.
A ideia de "alimento a partir do petróleo" tornou-se bastante popular na década de 1970, com Champagnat recebendo o Prêmio de Ciência da UNESCO em 1976, e instalações de levedura alimentada com parafina sendo construídas em vários países. O principal uso do produto era como ração para aves e gado.
Os soviéticos mostraram-se particularmente entusiasmados, abrindo grandes fábricas de "BVK" (belkovo-vitaminny kontsentrat, ou seja, "concentrado de proteína-vitamina") ao lado de suas refinarias de petróleo em Kstovo (1973) e Kirishi (1974). O Ministério da Indústria Microbiológica soviético tinha oito fábricas desse tipo em 1989. Entretanto, devido a preocupações com a toxicidade dos alcanos no PU e pressionado pelos movimentos ambientalistas, o governo decidiu fechá-las ou convertê-las em outros processos microbiológicos.
Quorn é uma linha de substitutos de carne vegetarianos e veganos feitos de micoproteína Fusarium venenatum, vendidos na Europa e na América do Norte.
Outro tipo de análogo de carne baseado em proteína unicelular (que não usa fungos, mas sim bactérias) é o Calysta. Outros produtores são a Unibio (Dinamarca), a Circe Biotechnologie (Áustria) e a String Bio (Índia).
Argumenta-se que a PU é uma fonte de alimentos alternativos ou resilientes.

## Processo de produção
As proteínas unicelulares se desenvolvem quando os micróbios fermentam materiais residuais (incluindo madeira, palha, resíduos de processamento de alimentos e de fábricas de conservas, resíduos da produção de álcool, hidrocarbonetos ou excrementos humanos e animais). Com os processos de "alimentos elétricos", os insumos são eletricidade, CO₂ e traços de minerais e produtos químicos, como fertilizantes. Também é possível derivar PU do gás natural para uso como alimento resiliente. Da mesma forma, a PU pode ser derivada de resíduos plásticos por meio de upcycling.
O problema com a extração de proteínas unicelulares dos resíduos é a diluição e o custo. Elas são encontradas em concentrações muito baixas, geralmente inferiores a 5%. Engenheiros já desenvolveram maneiras de aumentar as concentrações, incluindo centrifugação, flotação, precipitação, coagulação e filtração, ou o uso de membranas semipermeáveis.
A proteína unicelular deve ser desidratada a aproximadamente 10% de umidade e/ou acidificada para ajudar no armazenamento e evitar a deterioração. Os métodos para aumentar as concentrações a níveis adequados e o processo de desidratação exigem equipamentos caros e nem sempre adequados para operações em pequena escala. É economicamente prudente alimentar o produto localmente e logo após sua produção.

## Microrganismos
Os microrganismos empregados incluem:
Leveduras:
- Saccharomyces cerevisiae

- Pichia pastoris

- Candida utilis

- Torulopsis corallina

- Geotrichum candidum

Fungos (Micoproteína):
- Aspergillus oryzae

- Fusarium venenatum

- Sclerotium rolfsii

- Polyporus

- Trichoderma

- Scytalidium acidophilum[25]

Bactérias:
- Rhodobacter capsulatus [21]

- Methylophilus methylotrophus

- Metylococcus capsulatus

Algas:
- Spirulina (suplemento dietético)

- Chlorella[26]

## Proteínas
A produção em larga escala de biomassa microbiana tem muitas vantagens sobre os métodos tradicionais de produção de proteínas para alimentos ou rações.
1. Os microrganismos têm uma taxa de crescimento muito maior (algas: 2–6 horas, levedura: 1–3 horas, bactérias: 0,5–2 horas). Isso também permite a seleção de cepas com alto rendimento e boa composição nutricional de forma mais rápida e fácil em comparação com a reprodução.
2. Enquanto grandes partes das plantações, como caules, folhas e raízes, não são comestíveis, os microrganismos unicelulares podem ser totalmente utilizados. Enquanto partes da fração comestível das culturas são indigestas, muitos microrganismos são digeríveis em uma fração muito maior.[5]
3. Os microrganismos geralmente têm um teor de proteína muito mais alto, de 30 a 70% da massa seca, do que os vegetais ou grãos.[27] Os perfis de aminoácidos de muitos microrganismos de PU geralmente têm excelente qualidade nutricional, comparável à dos ovos de galinha.
4. Alguns microrganismos podem produzir vitaminas e nutrientes que os organismos eucarióticos, como as plantas, não conseguem produzir ou não produzem em quantidades significativas, inclusive a vitamina B12.
5. Os microrganismos podem utilizar um amplo espectro de matérias-primas como fontes de carbono, incluindo alcanos, metanol, metano, etanol e açúcares. O que era considerado "produto residual" muitas vezes pode ser recuperado como nutrientes e apoiar o crescimento de microrganismos comestíveis.
6. Assim como as plantas, os microrganismos autotróficos são capazes de crescer com CO₂. Alguns deles, como as bactérias com a via de Wood-Ljungdahl ou o TCA redutor, podem fixar o CO₂ com eficiências que variam de 2 a 3 vezes[28] a 10 vezes mais eficientes do que as plantas,[29] considerando também os efeitos da fotoinibição.
7. Algumas bactérias, como vários clostrídios homoacetogênicos, são capazes de realizar a fermentação de gás de síntese. Isso significa que elas podem metabolizar o gás de síntese, uma mistura gasosa de CO, H₂ e CO₂ que pode ser produzida pela gaseificação de resíduos biológicos residuais intratáveis, como a lignocelulose.
8. Algumas bactérias são diazotróficas, ou seja, podem fixar o N₂ do ar e, portanto, são independentes do fertilizante N químico, cuja produção, utilização e degradação causam enormes danos ao meio ambiente, deterioram a saúde pública e promovem a mudança climática.[30]
9. Muitas bactérias podem utilizar H₂ para fornecimento de energia, usando enzimas chamadas hidrogenases. Embora as hidrogenases normalmente sejam altamente sensíveis ao O₂, algumas bactérias são capazes de realizar a respiração de H₂ dependente de O₂. Esse recurso permite que as bactérias autotróficas cresçam com CO₂  sem luz em uma taxa de crescimento rápida. Como o H₂ pode ser produzido com eficiência pela eletrólise da água, de certa forma, essas bactérias podem ser "alimentadas por eletricidade".[5]
10. A produção de biomassa microbiana é independente de variações sazonais e climáticas e pode ser facilmente protegida de eventos climáticos extremos que, com as mudanças climáticas em curso, devem causar perdas de safra. Os microrganismos que não dependem de luz, como as leveduras, podem continuar crescendo à noite.
11. O cultivo de microrganismos geralmente tem uma pegada hídrica muito menor do que a produção agrícola de alimentos. Enquanto a média global da pegada hídrica azul-verde (irrigação, superfície, solo e água da chuva) das culturas atinge cerca de 1.800 litros por kg de cultura[2] devido à evaporação, transpiração, drenagem e escoamento, os biorreatores fechados que produzem PU não apresentam nenhuma dessas causas.
12. O cultivo de microrganismos não requer solo fértil e, portanto, não compete com a agricultura. Graças à baixa necessidade de água, o cultivo de PU pode ser feito até mesmo em climas secos com solo infértil e pode fornecer um meio de suprimento de alimentos à prova de falhas em países áridos.
13. Os microrganismos fotossintéticos podem atingir uma eficiência de conversão de energia solar mais alta do que as plantas, porque nos fotobiorreatores o fornecimento de água, CO₂ e uma distribuição equilibrada de luz podem ser rigidamente controlados.
14. Diferentemente dos produtos agrícolas, que são processados para atingir a qualidade desejada, com os microrganismos é mais fácil direcionar a produção para uma qualidade desejada. Em vez de extrair aminoácidos dos grãos de soja e descartar metade do corpo da planta no processo, os microrganismos podem ser geneticamente modificados para produzir em excesso ou até mesmo secretar um determinado aminoácido. No entanto, para manter uma boa aceitação do consumidor, geralmente é mais fácil obter resultados semelhantes por meio da triagem de microrganismos que já tenham a característica desejada ou treiná-los por meio de adaptação seletiva.

Embora a PU apresente características muito atraentes como nutriente para humanos, existem alguns problemas que impedem sua adoção em nível global:
- Os microrganismos de crescimento rápido, como bactérias e leveduras, têm uma alta concentração de ácido nucleico, principalmente RNA. Os níveis devem ser limitados nas dietas de animais monogástricos a menos de 50 g por dia. A ingestão de compostos de purina resultantes da quebra do RNA leva ao aumento dos níveis plasmáticos de ácido úrico, que pode causar gota e cálculos renais. O ácido úrico pode ser convertido em alantoína, que é excretada na urina. A remoção do ácido nucleico não é necessária dos alimentos para animais, mas é necessária dos alimentos para humanos. A manutenção da temperatura a 64 °C inativa as proteases fúngicas. No entanto, esse problema pode ser remediado.[31] Um método comum consiste em um tratamento térmico que mata as células, inativa as proteases e permite que as RNases endógenas hidrolisem o RNA com a liberação de nucleotídeos da célula para o caldo de cultura.[31]
- Semelhante às células vegetais, a parede celular de alguns microrganismos, como algas e leveduras, contém componentes indigestos, como a celulose. As células de alguns tipos de PU devem ser quebradas para liberar o interior da célula e permitir a digestão completa.[32]
- Alguns tipos de PU apresentam cores e sabores desagradáveis.
- Dependendo do tipo de PU e das condições de cultivo, deve-se tomar cuidado para evitar e controlar a contaminação por outros microrganismos, pois os contaminantes podem produzir toxinas, como micotoxinas ou cianotoxinas. Uma abordagem interessante para resolver esse problema foi proposta com o fungo Scytalidium acidophilum, que cresce em um pH tão baixo quanto 1, fora da tolerância da maioria dos microrganismos. Isso permite que ele cresça em resíduos de papel hidrolisado com ácido a baixo custo.[25]
- Algumas proteínas de leveduras e fungos são deficientes em metionina.